# Amfipolis

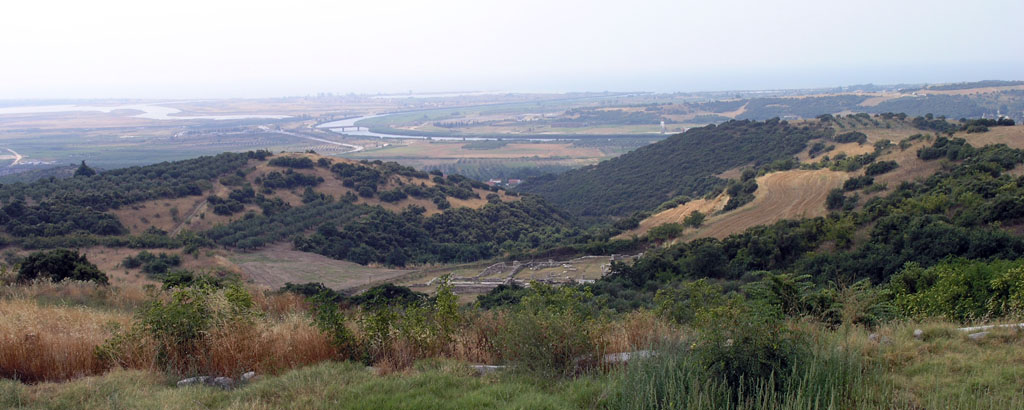
Krajobraz okolic Amfipolis

Plan starożytnego miasta

Amfipolis (gr. Ἀμφίπολις, „wokół miasta”, „dwoiste miasto”) – starożytne miasto greckie, obecnie miejscowość – centrum turystyczne i gmina rolniczo-letniskowa, położona we współczesnej Macedonii Centralnej, a w okresie Grecji klasycznej na pograniczu z Tracją. 
Miasto w zakolu rzeki Strymon, w przeszłości związane z obiema tymi prowincjami, niegdyś zwane Ennea Odoi („Dziewięć Dróg”). Żyzna i nawodniona, bogata także w kruszce okolica; w starożytności przedmiot rywalizacji kilku lokalnych potęg i także Persji, następnie kolonia ateńska, najpierw o 10 tysiącach kolonistów; odbudowana jako Amfipolis około roku 436 p.n.e. przez Hagnona, syna Nikiasza, nieco na uboczu od zrujnowanej, wcześniejszej zabudowy kolonii, o nazwie Myrkinos, skąd geneza nowej nazwy. W czasach Aleksandra Wielkiego główna baza morska przed wyprawą do Persji. Następnie jeden z głównych ośrodków gospodarczych i mennica Królestwa Macedonii. Aktualnie stanowi teren dawniejszych i nowych, znaczących znalezisk archeologicznych. W szczególności naukowcy przebadali już setki pochówków, najciekawsze łączone są z okresem Królestwa Macedonii, jednak najważniejsze grobowce tego okresu zapewne nie zostały jeszcze odkryte.

## Historia
W czasach starożytnych Amfipolis było ważnym punktem strategicznym. Miasto kontrolowało most na rzece, tym samym ważny szlak handlowy z północnej Grecji do Hellespontu. Przez Amfipolis przechodziły transporty złota i srebra z okolicznych kopalń, a także drzewa używanego do budowy okrętów. Z tego powodu było bardzo ważnym ośrodkiem dla Aten podczas wojny peloponeskiej. Ateny finansowały swą kampanię wojenną dzięki kruszcom z tego okręgu.
W roku 424 p.n.e. zajęte przez spartańskiego wodza Brazydasa. Z odsieczą bezskutecznie pospieszył miastu Tukidydes – dowódca ateński z Tasos, późniejszy historyk. W roku 422 p.n.e. Kleon stanął na czele ateńskiej ekspedycji mającej odzyskać miasto dla Aten. Wyprawa zakończyła się klęską, a w bitwie pod Amfipolis zginęli Kleon i Brazydas. Nie udawały się też następne próby odbicia miasta, ostatnia z nich w 358 p.n.e. W rok później, Amfipolis i jego okolice włączył do swego królestwa Filip II Macedoński. Od razu przysłano osadników tak licznych, by proporcje ludności faworyzowały odtąd popleczników króla Macedonii (przykład osadnictwa Cypryjczyków – głównych budowniczych i załóg floty macedońskiej).
W okresie potęgi Królestwa Macedonii twierdza, mennica i jeden z najważniejszych ośrodków gospodarczych państwa. W okresie Aleksandra Wielkiego, jego główny port handlowy i morska baza wojenna w ojczyźnie, następnie dalej funkcjonujące, mimo szybkiego rozwoju powstających od 315 p.n.e. i konkurencyjnych, hellenistycznych Salonik. Amfipolis było już w tym okresie miastem o dużej zamożności, kosmopolitycznym charakterze i także z własną, bogatą produkcją przedmiotów o wysokim poziomie artystycznym. Znaleziska z tego okresu dowodzą też wciąż silnego  wpływu artystycznego Attyki.
W roku 168 p.n.e. Amfipolis przeszło pod panowanie Rzymu i było stolicą prowincji Macedonia Wschodnia. W okresie cesarstwa rzymskiego miasto rozwijało się pomyślnie aż do VI wieku n.e.
Upadek miasta, choć nie od razu całkowity, wiązany jest z silnym tsunami w VI w. n.e.  i najazdami Słowian, od VI w. n.e. W VIII w. n.e., po kolejnych najazdach, największa część pozostających tu jeszcze mieszkańców przeniosła się do nieodległego Ἠϊών, czyli obecnego Chrisupoli. 
Dzisiejsze Amfipoli to miejscowość powstająca od okresu bezpośrednio po I wojnie światowej i wojnie grecko-tureckiej.

## Zabytki

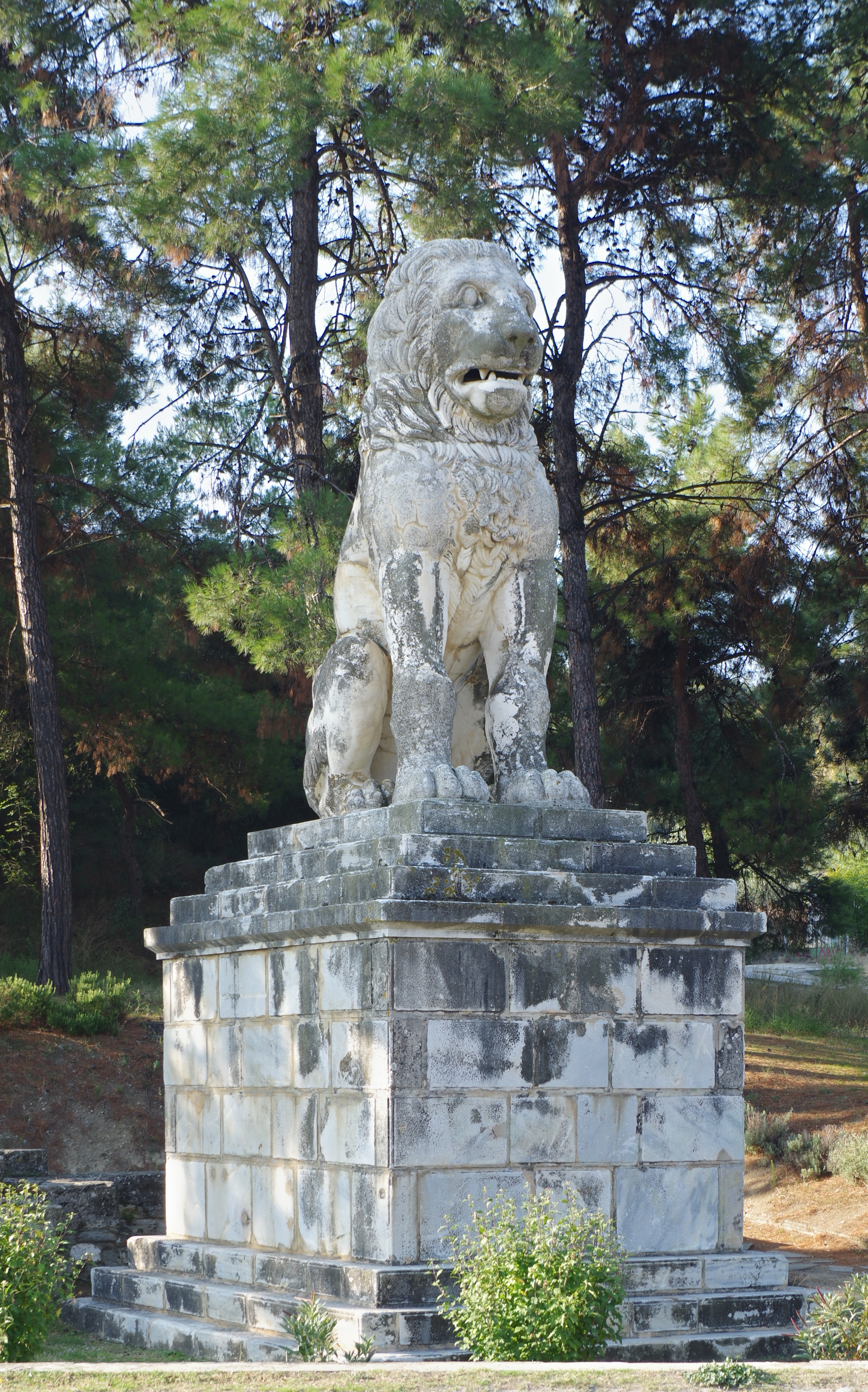
Lew z Amfipolis (wys. 5,30 m)

- Lew z Amfipolis – pomnik, wcześniej zapewne nagrobny, ustawiony ok. 300 p.n.e. Pierwotna wysokość i forma cokołu nie są znane.
- wzgórze o obwodzie okręgu, opasanego marmurowym murem 3-metrowej wysokości i 498 m długości, kryjące badany aktualnie, wiadomo już, że największy znany na Bałkanach grobowiec, lub więcej takich[5]. Przypuszczalnie to na nim stał niegdyś pomnik lwa, następnie przeniesiony w pobliże drogi.
- tzw. Długie Mury (7,5 km długości) z wieżami i bramami miejskimi z wieżyczkami strzelniczymi
- ruiny gimnazjonu z III-II w. p.n.e. – główne wejście stanowiły schody szerokości ponad 15 m, wychodzące na wschód
- pozostałości kilku bazylik wczesnochrześcijańskich z V i VI w. n.e.
- ruiny dużej willi z okresu późnego cesarstwa, z mozaikowymi posadzkami przedstawiającymi sceny mitologiczne
- hellenistyczne domostwo z zachowanymi fragmentami fresków (co jest rzadkością), obecnie znajduje się tu małe muzeum archeologiczne
- z mennicy Amfipolis pochodzą najbardziej znane z monet Królestwa Macedonii.

Do chwili obecnej najbardziej znaczącym znaleziskiem jest eksponowana w Muzeum Amfipolis macedońska korona królewska, dawniej uważana za przedmiot kradzieży z nierozpoznanych jeszcze grobów, na terenie Amfipolis, mogła też zostać wypłukana w trakcie tsunami,  repatriowana do Grecji w roku 2007,  z J.P. Getty Muzeum w USA, staraniem Ministerstwa Kultury. Wielkie oczekiwania rodzą prace archeologiczne, aktualnie prowadzone wewnątrz grobowego wzgórza, datowanego na okres pierwszych kilkunastu lat po śmierci Aleksandra Wielkiego. Geofizycy prognozują tu znaczną liczbę odkryć. Analizowane są znaleziska pierwszego z grobowców. Dalsze wykopaliska i dalszą część analiz laboratoryjnych przerwano zimą 2015/2016, ze względów ekonomicznych. Ustalenia wskazują, że może chodzić o grobowiec Hefajstiona.

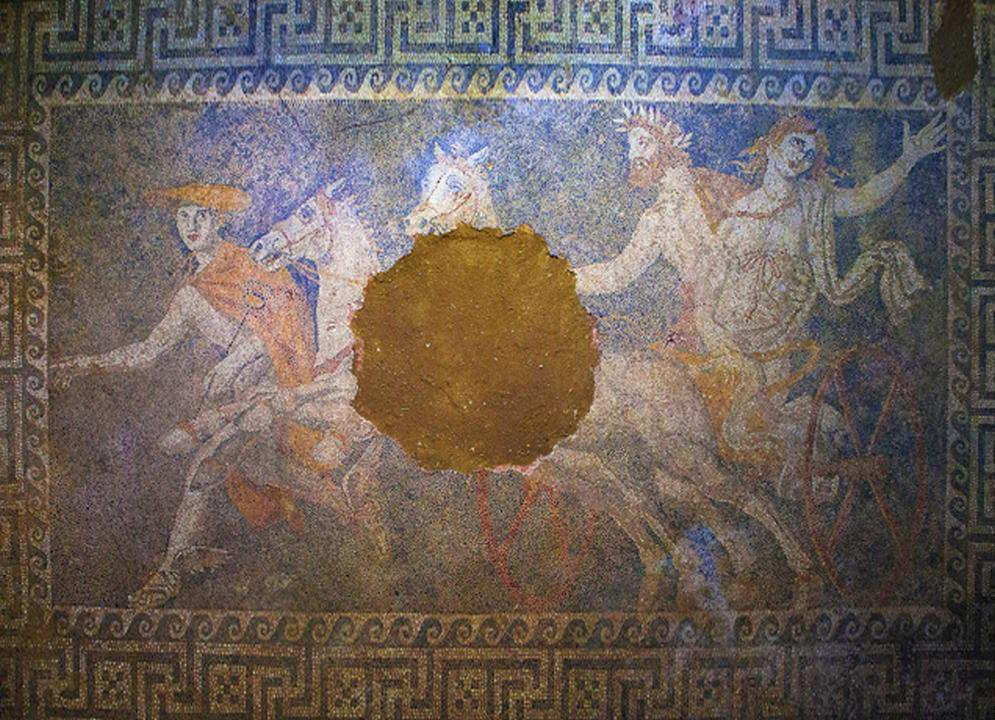
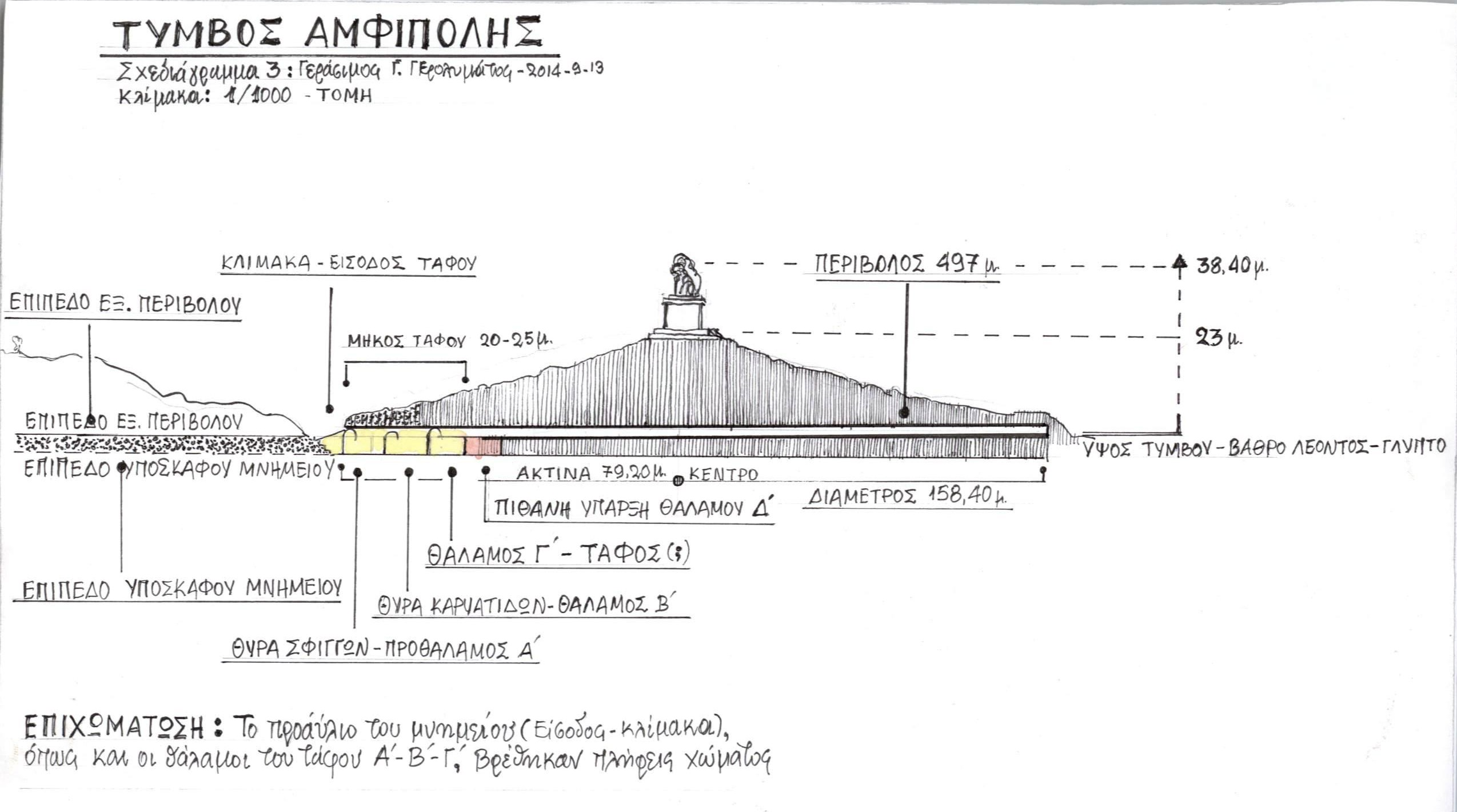
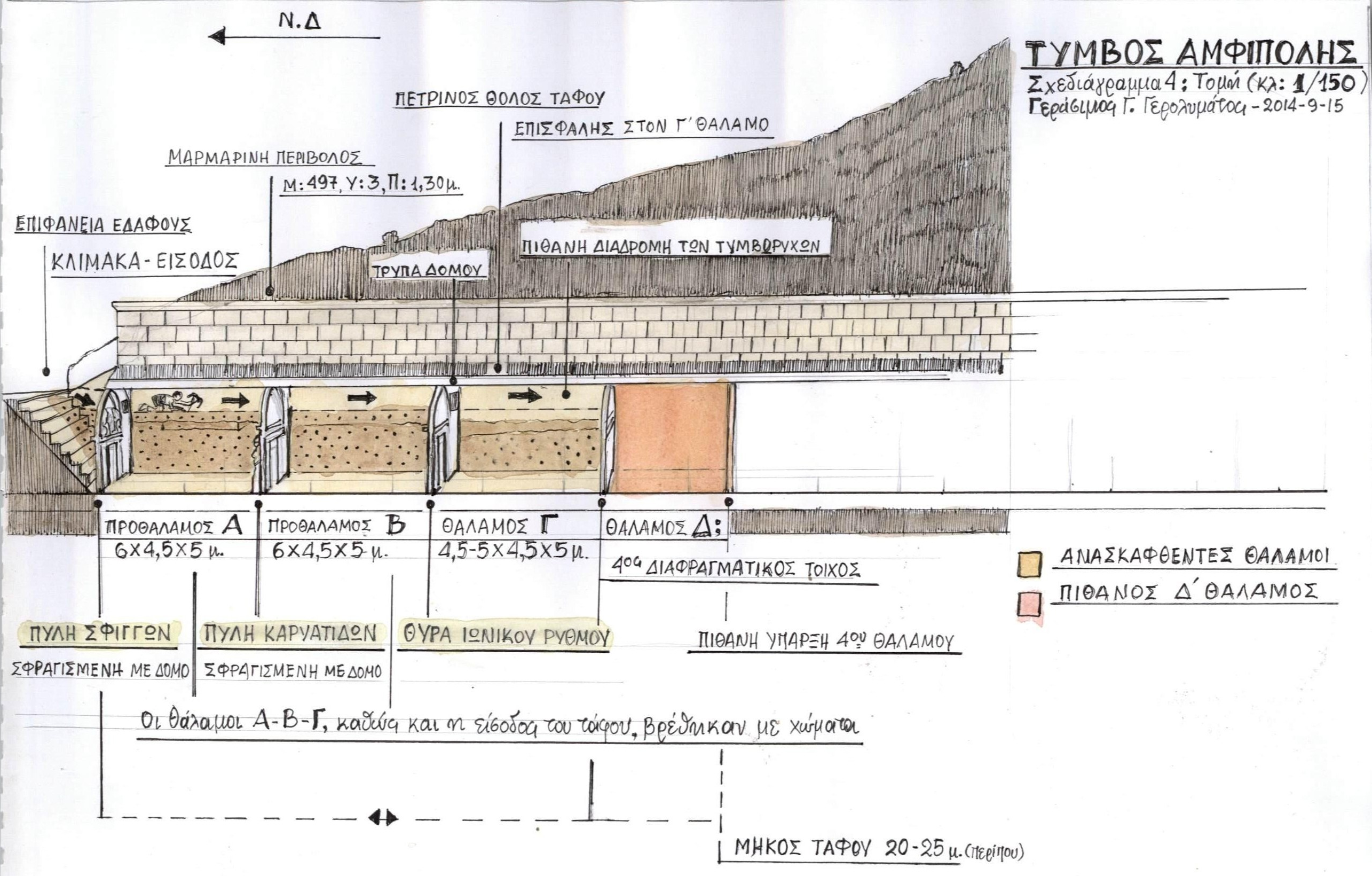
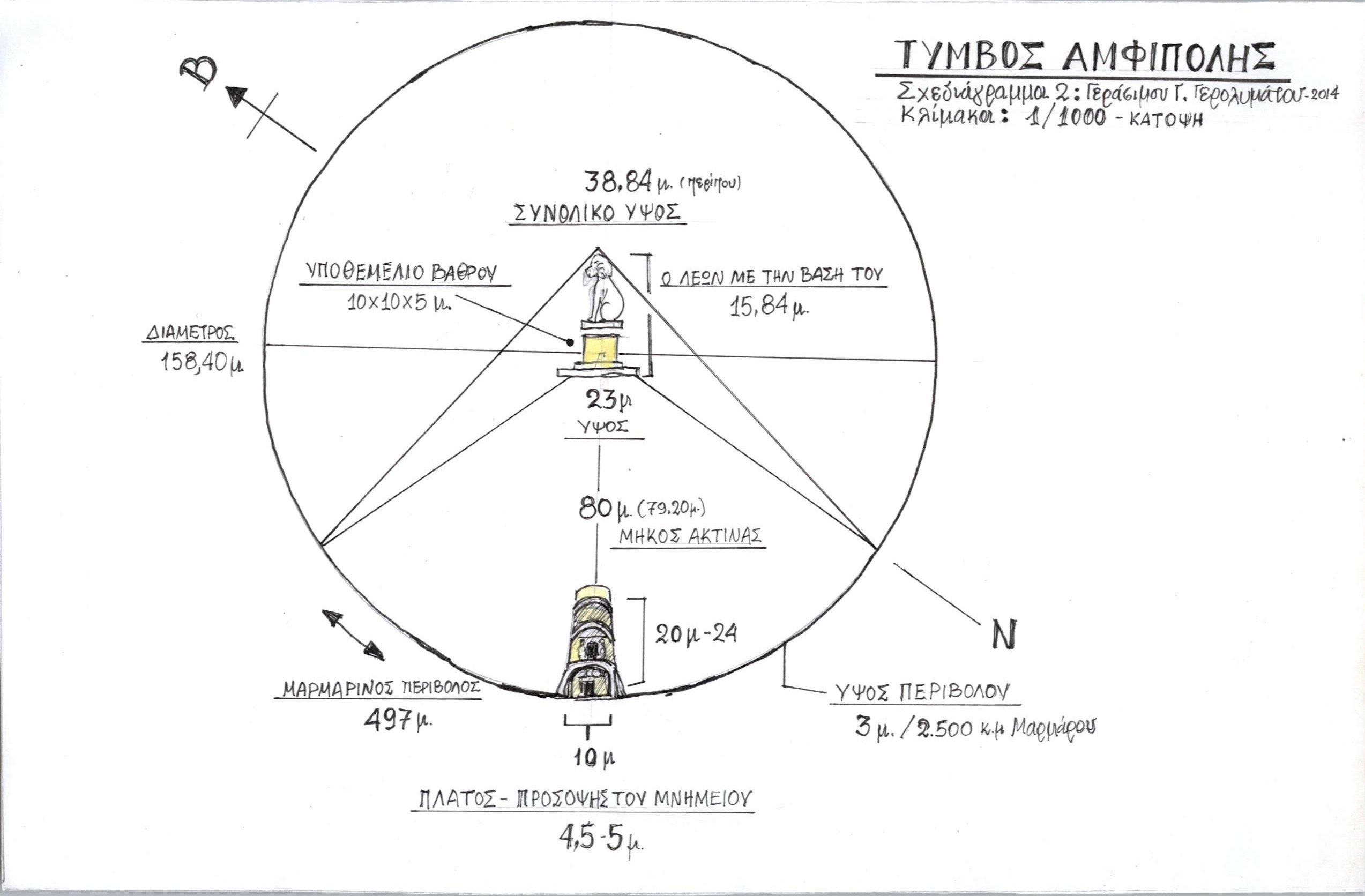
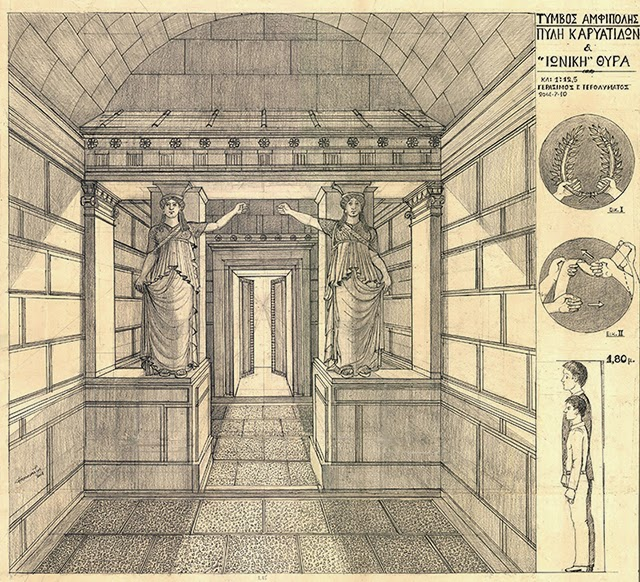
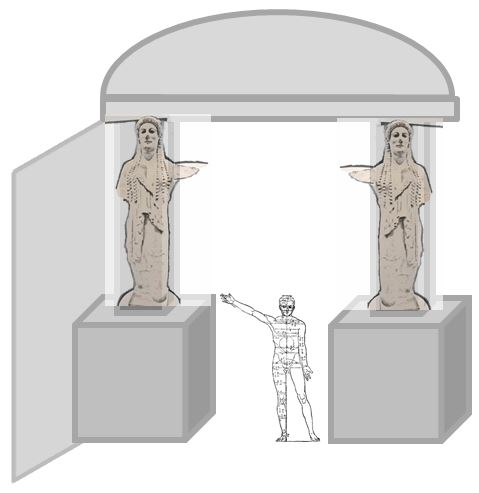
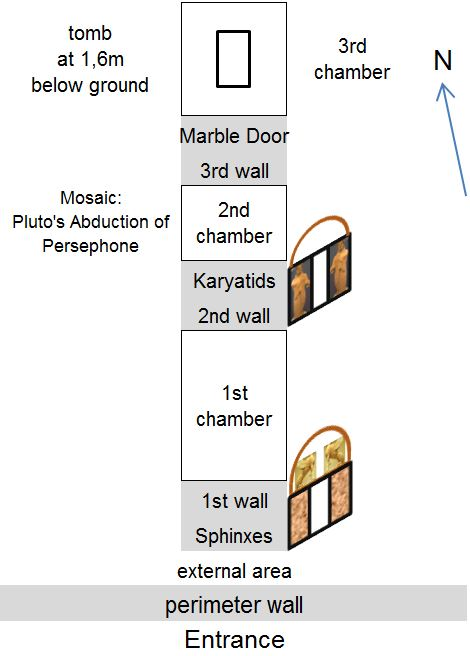